# Butão nos Jogos Olímpicos
Em todos os Jogos Olímpicos de Verão desde 1984, Butão tem enviado arqueiros masculinos e femininos. Tiro com Arco é o esporte nacional do país. Eles nunca competiram nos Jogos de Inverno ou em outros eventos dos Jogos de Verão; eles também nunca ganharam uma medalha Olímpica. O país enviou Kunzang Choden, a primeira atleta de um esporte diferente do arco e flecha para as Olimpíadas de 2012 depois de receber um convite para um evento de disparo.
O Comitê Olímpico do Butão foi formado em 1983 e reconhecido pela COI no mesmo ano.